# 10,5-cm-leichte Feldhaubitze Krupp
Die leichte Feldhaubitze (Krupp), auch als 10,5 cm leichte Feldhaubitze 17 bezeichnet, war ein 1917 bei den deutschen Armeen zur Einführung befohlenes Geschütz, das parallel mit der 10,5-cm-leichten Feldhaubitze 16 (lFH 16) die 10,5-cm-leichte Feldhaubitze 98/09 ablöste, und bis zum Ende des Ersten Weltkrieges im Truppendienst stand.

## Geschichte
Bereits im Frühjahr 1914 hatte die Artillerieprüfungskommission die Firmen Krupp und Rheinmetall aufgefordert, eine Feldhaubitze zu entwickeln, die mindestens 7500 m weit schießen konnte und damit eine erheblich größere Schussweite haben sollte als die gerade im Heer verwendete 10,5-cm-leichte Feldhaubitze 98/09 (lFH 98/09). Als höchstzulässiges Gewicht wurden 2100 kg in Fahr- und 1200 kg in Feuerstellung gefordert.
Während Rheinmetall seine leichte Feldhaubitze 16 auf Grundlage der Lafette der lFH 98/09 entwickelte, nutzte man bei Krupp leicht abgeändert die Lafette der gerade für die Schweiz gebauten 12-cm-Feldhaubitze 12 L14. Eine erste Versuchsbatterie war Ende Oktober 1916 fertig. Der Serienbau begann im März 1917 und löste die Produktion der bis dahin bei Krupp gebauten leichten Feldhaubitze 98/09 ab. Bis zum November 1918 baute Krupp 720 Stück. Am Ende des Ersten Weltkrieges waren 66 Feldhaubitz-Batterien mit diesem Geschütz ausgestattet. In die Reichswehr wurde das Geschütz nicht übernommen; wegen des geringeren Gewichtes zog man die leichte Feldhaubitze 16 von Rheinmetall vor.

## Technische Beschreibung
Das Rohr hatte einen Rücklauf und einen Schutzschild. Die Feuerhöhe betrug 1032 mm. Das Rohr war mit 20 Kalibern fast doppelt so lang wie das seines Vorgängers, der lFH 98/09, und hatte einen gegenüber dieser verlängerten Laderaum. Bei den ersten gefertigten Geschützen wurde noch der Leitwellverschluß der lFH 98/09 verwendet, später ein Schubkurbelverschluß. Die Breite des Geschützes (1530 mm) ist die damalige vorgeschriebene Standard-Geleisebreite für deutsche Heeresfahrzeuge. Von der Bedienung konnten 2 Mann auf der Lafette aufsitzen, 3 Mann auf der Protze, der Geschützführer (meist Unteroffizier) war beritten. Zum Geschütz gab es Radunterlagen, die eine Stabilität des Geschützes in der Feuerstellung erhöhen sollten: Sie wurden beim Marsch auf der Protze mitgeführt, die aber deswegen weniger Munition fassen konnte.

## Munition
Wie bei der lFH 98/09 gab es die dort aufgeführte Granat- und Schrapnellmunition. Ein 1917 eingeführtes sogenanntes „C-Geschoß“ (mit aerodynamisch günstigerer Haube) erhöhte die maximale Schussweite auf 10,2 km.
Daneben konnte auch die übliche Gasmunition verschossen werden:
- Grünkreuz: Die Granaten enthielten Phosgen, Diphosgen und Chlorpikrin
- Gelbkreuz: Die Granaten enthielten S-Lost und N-Lost, das auch als Senfgas bezeichnet wurde
- Blaukreuz: Die Granaten enthielten Diphenylarsinchlorid, einen Rachenreizstoff.

## Bewertung des Geschützes
Das Geschütz war rund 200 kg schwerer als die parallel von Rheinmetall konstruierte und gebaute lFH 16 und damit für ein von leichten Zugpferden gezogenes Feldgeschütz eigentlich zu schwer, was in allen Quellen der damaligen Zeit beklagt wird. Gelobt wird die große Schussweite, die etwa 500 m höher war als die der lFH 16. Damit war das Geschütz für den Stellungskrieg geeigneter als die lFH 16, im Bewegungskrieg aber weniger brauchbar. In die Reichswehr wurde es daher nicht übernommen, sondern vorher ausgeschieden.